# South Park: Csatornák háborúja (1. rész)
A South Park: Csatornák háborúja (1. rész) (eredeti címén South Park: The Streaming Wars) a South Park című amerikai animációs sorozat 318. része (a 25. évad 7. epizódja). Az egy óra hosszúságú epizód egy különkiadás, melyet 2022. június 1-jén mutattak be a Paramount+ streamingszolgáltatón. Magyarországon a SkyShowtime mutatta be 2024. október 7-én. A kétrészes történet második epizódját egy hónappal később mutatták be.

## Cselekmény
Denver városában vízkorlátozást vezetnek be, ugyanis a "globális Medvedisznóember" miatt kiszáradtak a hegyekből érkező patakok. A felháborodott lakosokkal és a víziparktulajdonos Pipivel közlik, hogy az összes szükséges vizet a mezőgazdaságban kell hasznosítaniuk, mint például a Böcsület Farmon.
Stan és Tolkien aggodalmasan beszélnek Randy viselkedéséről, akit mindenki csak "Karennek" nevez (amely a szleng-kifejezésre utal, ami Shelly elmondása szerint olyan fehér nőt jelent, aki azt hiszi, hogy minden jár neki). Randy és Steve Black éppen összevesznek, amikor megérkezik a vízügyi biztos, hogy ellenőrizze a vízfelhasználásukat. Ezalatt Cartman teljesen el van keseredve amiatt, hogy még mindig egy hot dog standban kell lakniuk. Észreveszi, hogy a szemközti telket egy Talnua Cussler nevű befektető akarja megvásárolni (akinek tetszik, hogy egy patak folyik keresztül az ingatlanon). Cartman azt mondja az anyjának, hogy tetessen be magának mellimplantátumokat, hogy így csábítsa el Cusslert. Liane visszautasítja ezt, közölve hogy egy ilyen műtét nagyon drága.
Steve megtudja, hogy pénzért eladhatja a telkén keresztülfolyó patak vizének egy részét, ha bizonyítani tudja, hogy a víz eléri Denvert. Stan és Tolkien javaslatára építenek egy kis hajót, amit leküldenek rajta. A kísérlet sikeres lesz, és beindul a Hősgyökeres Csatornaszolgáltatás, amely, akárcsak egy streamingszolgáltató, előfizetési díj ellenében szolgáltat vizet. Mivel bizonyítaniuk kell, hogy a vízellátás folyamatos, ezért minden egyes nap le kell küldeniük egy hajót. Stan és Tolkien továbbra is vállalják a munkát, és napi 20 dollárt kapnak érte. Randyt idegesíteni kezdi szomszédja vagyonosodása, ezért ő is felbérli Stant és Tolkient, hogy csináljanak neki kis hajókat. Mivel egyre nő a munkateher, a fiúk felveszik maguk mellé Kyle-t, Butterst és Kennyt is. Cartmant eredetileg ki akarják hagyni az egészből, de miután Cartman elmondja nekik, hogy pénzre lenne szüksége a műtéthez, beveszik őt is. A fiúk nagy ajánlatot kapnak, ezúttal Cussler kínál nekik tízezer hajóért 15 ezer dollárt, ők pedig úgy határoznak, hogy a részüket Liane műtétjére ajánlják fel. Cartman ezután ismét felajánlja az anyjának a műtétet, aki ismét visszautasítja azt, most már azért is, mert elhatározta, hogy nem fogja mindig azt csinálni, amit a fia követel tőle. Cartman erre közli, hogy akkor megcsináltatja ő magának, amire az anyja közönnyel reagál.
Mikor Steve lát egy riportot a tévében a Medvedisznóember környezetkárosításáról, felmegy a hegyekbe. Ott egy haldokló ingatlanügynököt talál és rengeteg felparcellázott telket a patak mentén. A területet Cussler vette meg, amivel Randy is szembesül, amikor a cégének a rengeteg hajója elsüllyeszti a Böcsület Farm kis hajóját. Stan követeli a fiától, hogy ne gyártsanak neki több hajót. Fel is keresik a férfit, ám döbbenten veszik észre, hogy Cusslert megölte a Medvedisznóember. Randy aggódni kezd amiatt, hogy a fia élete veszélyben lehet. Mivel fogytán a víz, Steve felkeresi Pipit, hogy közölje vele, felmondja az előfizetését. Csakhogy mint kiderül, minden mögött Pipi áll, méghozzá a vízügyi biztos és a Medvedisznóember közreműködésével. A Medvedisznóember leszúrja Steve-et, majd kidobja az ablakon, egyenesen egy vízicsúszdába. Pipi később felfedi a vízügyi biztos előtt, hogy az a terve, hogy Denver vizét az ő vizelettel szennyezett vizére cseréli le. Ezután megöleti a Medvedisznóemberrel a vízügyi biztost.
Miközben az iskolában Stan figyelmezteti a többieket Cussler halálára, megérkezik Cartman is a hatalmas mellimplantátumaival. Tolkient felhívja az anyja, hogy Steve eltűnt. A denveri lakosok magabiztosan pazarolják el az összes ivóvizüket, miközben Randy nyomozni kezd a vízügyi biztos és Cussler után.

## Fordítás
- Ez a szócikk részben vagy egészben  a   South Park The Streaming Wars című angol Wikipédia-szócikk ezen változatának fordításán alapul.  Az eredeti cikk szerkesztőit annak laptörténete sorolja fel. Ez a jelzés csupán a megfogalmazás eredetét és a szerzői jogokat jelzi, nem szolgál a cikkben szereplő információk forrásmegjelöléseként.